# Maxwells demon

Schematisk bild av Maxwells demon. Två behållare skiljs åt av en mellanvägg försedd med en ventil, som kan manövreras av en demon.

Maxwells demon är ett tankeexperiment som publicerades av James Clerk Maxwell 1871 i boken Theory of Heat för att beskriva hur termodynamikens andra huvudsats hypotetiskt kan kringgås. Termodynamikens andra huvudsats innebär i korthet att entropin aldrig minskar i ett slutet system.
Demonen antas ha egenskapen att kunna läsa av och reagera på enskilda molekylers rörelser. Förutsättningen är ett slutet system av två  gasbehållare (enligt figuren till höger) som innehåller gas av samma temperatur. Behållarna är separerade av en mellanvägg med en lucka som kan manövreras av demonen så att molekyler med högre kinetisk energi än medelvärdet passerar från behållare A till B och molekyler med kinetisk energi lägre än medelvärdet passerar från B till A. Efter en viss tid har B en högre temperatur och ett högre tryck än A, vilket kan användas till att utföra nyttigt arbete och därigenom minska systemets entropi.
Namnet Maxwells demon fick detta tankeexperiment år 1874 av fysikern William Thomson (sedermera Lord Kelvin). Med namnet syftade han inte på en ondskefull varelse utan med hans egna ord “ett intelligent väsen som är utrustat med fri vilja och tillräckligt fin känsel och iakttagelseförmåga för att kunna observera och påverka individuella molekyler i ämnet”.

## Motargument
1951 visade den franska fysikern Léon Brillouin att minskningen av entropi baserat på demonens påverkan är mindre än den ökning av entropi som orsakas av processen att särskilja de snabba och långsamma molekylerna om detta görs genom att de beskjuts av fotoner. Annorlunda uttryckt innebär detta att energin som krävs för att mäta molekylernas position är större än den energi som kan utvinnas efter processen. En reservation mot Léon Brillouins bevis är att han förutsätter en specifik metod för att mäta molekylernas position och hastighet.
Ett annat motargument utgår från att Landauers princip. För att demonen ska kunna processa informationen om molekylerna måste information lagras, och förr eller senare måste inaktuell information raderas. Enligt Landauers princip kommer processen för att radera information leda till att entropin ökar. En svaghet även i detta argument är att den förutsätter en specifik binär lagringsmetod för information.

## Inom populärkultur
Paradoxen om Maxwells demon beskrivs i romanen Buden på nummer 49 av Thomas Pynchon.
Paradoxen beskrivs även i Märk Världen - en bok om vetenskap och intuition av Tor Nørretranders.